# IC 4447
IC 4447 ist eine linsenförmige Galaxie vom Hubble-Typ SB0-a im Sternbild Bärenhüter am Nordsternhimmel. Sie ist schätzungsweise 194 Millionen Lichtjahre von der Milchstraße entfernt und hat einen Durchmesser von etwa 70.000 Lj.

Im selben Himmelsareal befinden sich u. a. die Galaxien NGC 5639, NGC 5642, NGC 5653, IC 1012.
Das Objekt wurde am 9. Juli 1896 von Stéphane Javelle entdeckt.